# Aporodoris
Aporodoris es un género de moluscos nudibranquios de la familia Discodorididae.

## Diversidad
El género  Aporodoris  incluye un total de 2 especies descritas:
- Aporodoris merria   Burn, 1973
- Aporodoris millegrana  (Alder & Hancock, 1854)